# 基督的血
基督的血，基督宗教教內又稱之為寶血，是基督教神学術語，指基督耶稣被釘十字架死時流出的血。基督的血使《新約》的救赎得以完成，使上帝與人的新約生效；也指圣餐中所使用的酒。

## 救赎
新约聖經描述基督的血意味着为人类的救赎已经完成

## 圣餐
比较古老的教派，例如天主教、东正教和一些圣公会，相信在圣体中基督圣体实在。天主教和东正教都使用變質說这个术语来描述饼和酒变成基督的身体和血。 1672年耶路撒冷大会颁布法令。
路德宗教会接受马丁·路德的教训，认为基督的身体和血的基本实质与饼酒之质合二为一（经常被误解为圣体共在论）。而大部分新教教会不相信圣体实在，但是将此作为一个共同的纪念仪式来遵守。